# Saharat Rattanawijit
Saharat Rattanawijit (thailändisch สหรัฐ รัตนวิจิตร, * 4. Juni 1999) ist ein thailändischer Fußballspieler.

## Karriere
Saharat Rattanawijit spielte bis 2018 in der zweiten Mannschaft vom Navy FC in Sattahip. Die Zweite spielte in der vierten Liga, der Thai League 4, in der Eastern Region. 2019 wechselte er in die erste Mannschaft, die in der Thai League 2, der zweithöchsten Liga des Landes, spielte. Im ersten Jahr kam er auf acht Einsätze und schoss dabei ein Tor. Zur Rückrunde 2021/22 wechselte er im Dezember 2021 zum Ligakonkurrenten Rayong FC. Für den Zweitligisten aus Rayong bestritt er 22 Ligaspiele. Ende Dezember 2023 wurde sein Vertrag in Rayong aufgelöst. Im Januar 2024 unterschrieb er in der Hauptstadt Bangkok einen Vertrag beim Zweitligisten Kasetsart FC. Für den Hauptstadtverein bestritt er zehn Ligaspiele. Im Sommer 2024 wechselte er in die dritte Liga. Hier schloss er sich in Ban Khai dem [Bankhai United FC] an. Mit dem Verein spielt er in der Eastern Region der Liga. Nach einer Spielzeit, in der er 21 Ligaspiele bestritt, wechselte er im August 2025 zu dem in der Western Region spielenden Saraburi United FC.

## Sonstiges
Saharat Rattanawijit ist der Bruder von Nattawat Rattanawijit.